# Burcardo VII de Vendôme
Burcardo VII de Vendôme (Lavardin, 1345-1371), conde de Vendôme y de Castres (1364-1371), hijo de Juan VI y Juana de Ponthieu. Por tanto, era bisnieto de Roberto de Francia y Beatriz de Borgoña, fundadores de la casa de Borbón. Fue uno de los últimos miembros de la casa de Montoire.

## Biografía
Pasó gran parte de su vida luchando contra los ingleses durante la guerra de los Cien Años en el sur de Francia bajo las órdenes de Luis I, duque de Anjou. Consiguió arrebatarles Roquecezière que añadió a los territorios de su propio condado y destacó en la batalla de Montlaur.
Burcardo VII también hizo reconstruir las fortificaciones de Vendôme.
En 1368 se casó con Isabela de Borbón, hija de Jaime I de Borbón-La Marche, que era viuda de Luis II de Brienne, vizconde de Beaumont (muerto en 1364). Tuvo una única hija, Juana de Vendôme.

## Descendencia y muerte
Tras el nacimiento de su hija, Juana de Vendôme, su esposa murió (mayo de 1371). Solo unos meses más tarde él también moriría, en noviembre de 1371 en su castillo de Lavardin a la edad de veintiséis años. 
La abuela de la niña, Juana de Ponthieu, asumió la regencia, pero la niña murió a los pocos meses. A su muerte, el condado de Vendôme y la mayoría de sus propiedades fueron heredados por la hermana de Burcardo VII, Catalina, que administró el condado conjuntamente con su marido Juan VII, y tras enviudar, con su tercer hijo, Luis, hasta 1403, lo que fusionó sus propiedades con las de la familia Borbón.
| Predecesor: Juan VI de Vendôme | Conde de Vendôme Conde de Castres 1364-1371 | Sucesor: Juana de Vendôme Catalina de Vendôme |